# Moldova címere

Moldova címere

Moldova címere egy nagy sast ábrázol, amely a kereszténység szimbólumaként egy aranykeresztet tart csőrében. A címermadár egyik lábával egy jogart, másikkal a békét jelképező olajágat tart. A sasmadár három farktolla is szigorú jelentéssel bír. A tollak Moldova egyes országrészeit jelképezik. A középső, legnagyobb toll a központi területek metaforája. A bal oldali Gagauziát jelképezi, míg a másik toll a transznisztriai területeket. Ez a szimbólum a román címerben is megtalálható, azzal a különbséggel, hogy a román sas olajág helyett a harcos kardot tartja karmai között.
Azonban nem az egyetlen címerállatként jelenik meg a sas a moldovai címerben. A sas hasán kialakított címerpajzs a román színekből áll. A háttér piros és kék színei is erre utalnak. A pajzson sárgával jelenítenek meg négy alakzatot, amelyek mindegyikének speciális jelentése van. A legnagyobb alak egy bölényfejet ábrázol. Ez valószínűleg az ősi bizánci jelképre utal, amellyel Besszarábiát jelölték. Azonban a moldovaiak között élénken él egy legenda, amely a középkori Moldova történelmébe visz vissza bennünket. A történet szerint a címerben szereplő fej egy őstuloké, amely Európa ezen eldugott részein utolsóként halt ki. A legendák szerint Moldova alapító hercege, aki valószínűleg magyar származású volt, útja során találkozott egy ilyen hatalmas tulokkal. A vadállat megtámadta az utazókat, és a harcban megölte a herceg feleségét, akinek holtteste a Moldva folyóba esett. A bús herceg ezután elfoglalta Moldova trónját, és szerelme emlékére a folyó után nevezte el birtokát. Ezért került hát fel a moldovai címerre ennek az állatnak a feje.
A fej felett egy nyolcágú csillag látható, amely a Római Birodalom idején az itt élő dákok szimbólumrendszerében a bölcsességet jelképezte. A rózsa és a félhold szintén a dák kultúrára utal, hiszen a Nap és a Hold jelképei fontosak voltak ennek a népnek a hiedelemvilágában. A rózsa a Nap szimbólumaként szerepelt több dák érmén is.